# Ruban d'argent du réalisateur du meilleur film étranger
Le Ruban d'argent du réalisateur du meilleur film étranger est un prix cinématographique italien décerné annuellement par le Syndicat national des journalistes cinématographiques italiens jusqu'en 2006.
En 2007, le prix a été remplacé par deux prix séparés, celui du meilleur film européen et celui du meilleur film hors d'Europe.

## Lauréats
- 1948 : John Ford pour La Poursuite infernale (My Darling Clementine)
- 1949 : Claude Autant-Lara pour Le Diable au corps
- 1950 : Laurence Olivier pour Henry V (The Chronicle History of King Henry the Fift with His Battell Fought at Agincourt in France)
- 1951 : Billy Wilder pour Boulevard du crépuscule (Sunset Boulevard)
- 1952 : George Stevens pour Une place au soleil (A Place in the Sun)
- 1953 : Charlie Chaplin pour Les Feux de la rampe (Limelight)
- 1954 : Raymond Abrashkin pour Le Petit Fugitif (Little Fugitive)
- 1955 : non attribué
- 1956 : Jacques Becker pour Casque d'Or
- 1957 : John Huston pour Moby Dick
- 1958 : Sidney Lumet pour Douze Hommes en colère (12 Angry Men)
- 1959 : Stanley Kubrick pour Les Sentiers de la gloire (Paths of Glory)
- 1960 : Ingmar Bergman pour Les Fraises sauvages (Smultronstället)
- 1961 : Ingmar Bergman pour Le Septième Sceau (Det sjunde inseglet)
- 1962 : Stanley Kramer pour Jugement à Nuremberg (Judgment at Nuremberg)
- 1963 : François Truffaut pour Jules et Jim
- 1964 : David Lean pour Lawrence d'Arabie (Lawrence of Arabia)
- 1965 : Stanley Kubrick pour Docteur Folamour (Dr. Strangelove or: How I Learned to Stop Worrying and Love the Bomb)
- 1966 : Joseph Losey pour The Servant
- 1967 : Claude Lelouch pour Un homme et une femme
- 1968 : Michelangelo Antonioni pour Blow-Up
- 1969 : Peter Brook pour Marat-Sade
- 1970 : John Schlesinger pour Macadam Cowboy (Midnight Cowboy)
- 1972 : Stanley Kubrick pour  Orange mécanique (A Clockwork Orange)
- 1989 : Pedro Almodóvar pour Femmes au bord de la crise de nerfs
- 2001 : Stephen Daldry pour Billy Elliot
- 2002 : Robert Altman pour Gosford Park
- 2003 : Roman Polanski pour Le Pianiste (The Pianist)
- 2004 : Sofia Coppola pour Lost in Translation
- 2005 : Pedro Almodóvar pour La Mauvaise Éducation (La mala educación)
- 2006 : Clint Eastwood pour Million Dollar Baby
- 2007 : Clint Eastwood pour Lettres d'Iwo Jima (Letters from Iwo Jima) (硫黄島からの手紙 - Iô-Jima kara no tegami)